# Moukhtar Aouézov
Moukhtar Aouézov (kazakh : Мұхтар Омарханұлы Әуезов, russe : Мухта́р Омарханович Ауэ́зов), né le 28 septembre 1897 à Semeï, Kazakhstan-Oriental — décédé le 27 juin 1961 à Moscou, est un écrivain, un activiste, un docteur en philologie, et un professeur soviétique Kazakh.

## Biographie
Auezov naît dans une famille nomade dans l'actuel district d'Abaï au Kazakhstan-Oriental.
Son grand-père lui apprend à lire et à écrire.
De 1912 à 1919, il étudie à l'école normale de Semipalatinsk.
L'été 1917, Auezov épouse Raihan âgée de 15 ans. En 1918 ils ont une fille nommée Mugamilya et en 1919 un fils qui mourra enfant.
En 1920, les Auezov divorcent.
En 1928, Moukhtar Auezov est diplômé de la faculté de philologie de l'université d'État de Saint-Pétersbourg puis obtient son doctorat à l'université de Tachkent,.
En 1942, il écrit le premier volume de son célèbre roman épique consacré au poète et moraliste kazakh Abaï Kounanbaïouly. Trois autres volumes suivront en 1947, 1952 et 1956. Traduit dans plusieurs langues, cet ouvrage paraît en français avec préambule de Louis Aragon dans la collection « Littératures Soviétiques » en 1958.
L' opéra en deux actes Abaï de Latif Khamidi et Akhmet Zhubanov (kk), sur le livret d'Aouézov est créé en 1944, au Théâtre académique kazakh d'opéras et de ballet.
Le 27 juin 1961, Moukhtar Auezov meurt pendant une opération chirurgicale à Moscou.
Il repose dans le cimetière central d'Almaty, sa tombe porte un buste sculpté par Evgueni Voutchetitch.
À sa mort le Gouvernement de la République du Kazakhstan décide de perpétuer le nom de l'écrivain.
L'Institut de la Littérature et des Arts de l'Académie des Sciences, est renommé Institut Auezov de la Littérature et des Arts de l'Académie des Sciences. Le Théâtre national dramatique Kazakh d'Almaty porte aussi son nom.
En 1968, aux studios Kirghizfilm le réalisateur Bolotbek Chamchiev porte à l'écran le livres d'Aouézov L'incident sur Kara-Karash, sous le titre Coup de feu au col de Karash, avec dans le rôle principal Suimenkul Chokmorov.

### En russe
Un recueil de ses écrits en 50 volumes a été édité :
- Тетралогия «Путь Абая»
- Романы
- Повести, рассказы
- Пьесы и сценарии
- Статьи, исследования
- Речи, очерки

### Ouvrages traduits en français
- Moukhtar Aouézov (trad. Léonide Sobolev et Antoine Vitez), Abaï, Gallimard, coll. « Littératures soviétiques », 1958, 387 p.
- Moukhtar Aouézov (trad. Léonide Sobolev et Antoine Vitez, préf. Louis Aragon), La Jeunesse d'Abaï [« Путь Абая »], Gallimard, coll. « Littératures soviétiques »,‎ 1958, 416 p. (ISSN 0458-0540)
- Le Coup de feu dans Nouveaux récits des écrivains soviétiques  (trad. Stella Ajzenberg et Jean Champenois), Éditions du Progrès, 1963

### Opéra
Il est également l'auteur du livret de l'opéra Abaï.

## Prix et récompenses
Moukhtar Aouézov a reçu de nombreux prix et signes de reconnaissance, dont les suivants:
- 1945 – Médaille pour travail vaillant pendant la grande guerre patriotique de 1941-1945 (en)
- 1945, 1956 - Ordre du Drapeau rouge du Travail
- 1948 – Médaille en Mémoire du 800e Anniversaire de Moscou
- 1949 - prix Staline pour le roman Abaï
- 1949 - Ordre de l'Insigne d'honneur
- 1955, 1959 – Député du Soviet suprême de la République socialiste soviétique kazakhe
- 1957 - Titre de "Figure émérite de la science de la République socialiste soviétique Kazakhe"
- 1959 - Prix Lénine pour La Jeunesse d'Abaï